# St. Louis Kriek
St. Louis Kriek is een verzamelnaam voor enkele Belgische bieren, gebrouwen door Brouwerij Van Honsebrouck te Ingelmunster.

## De bieren
- St. Louis Kriek Lambic is een kriekenlambiek met een alcoholpercentage van 4%.[1] Gedurende minstens 6 maanden verteren krieken (15%) in geuze-lambiek. Daarna wordt het kriekbier gemengd met oude lambiek. Suiker en zoetstof wordt toegevoegd. Oorspronkelijk had dit bier een alcoholpercentage van 5%, maar het werd verlaagd tot 4,5% en daarna tot 4%.
- St. Louis Premium Kriek is een kriekenlambiek met een alcoholpercentage van 3,2%.[2] Aan traditionele geuze-lambiek wordt 25% kriekensap en suiker toegevoegd. Zo ontstaat een donkerrood bier.

Kriek is door het Vlaams Centrum voor Agro- en Visserijmarketing (VLAM) erkend als streekproduct. Bovendien is het een door de Europese Unie beschermd label of Gegarandeerde traditionele specialiteit (GTS).

## Etiketbier
- Vieux Bruges Kriek is een etiketbier van St. Louis Premium Kriek.[6] Het heeft eveneens een alcoholpercentage van 3,2%.
- Vieux Bruges Kriek Lambic is een voormalig etiketbier van St. Louis Kriek Lambic. Het had een alcoholpercentage van 5%.
- Vieux Bruxelles Kriek (of Vieux Bruxelles Kriek Lambic) is eveneens een etiketbier van St. Louis Kriek Lambic. Dit heeft een alcoholpercentage van 4% (voorheen 4,5%).[7][8]